# Jeziki Združenega kraljestva
Prevladujoč jezik v Združenem kraljestvu Velike Britanije in Severne Irske je angleščina. Poleg nje se uoprabljajo še jeziki manjšin (nekateri so dosegli tudi enakopravnost z angleščino):
- valižanščina v Walesu
- škotščina na Škotskem
- skotščina na Škotskem
- kornijščina v Cornwallu
- irščina na Severnem Irskem
- manščina na otoku Manu
- normanski jeziki Kanalskih otokov (jerseyščina, guernseyščina, alderneyščina in sarščina)